# Andraž Kirm
Andraž Kirm (* 6. September 1984 in Ljubljana) ist ein ehemaliger slowenischer Fußballspieler.

## Vereinskarriere
Kirm begann seine Karriere in der Jugend des kleinen NK Šmartno in seiner Heimatstadt Ljubljana. Im Alter von 18 Jahren unterschrieb er seinen ersten Vertrag beim damaligen slowenischen Drittligisten NK Slovan Ljubljana. Nach zwei Spielzeiten mit sporadischen Einsatzzeiten folgte der nächste Karrieresprung zum Zweitligisten NK Svoboda Ljubljana.
Bei Svoboda hatte er in seiner Debütsaison einen schweren Stand. Die Mannschaft befand sich über die gesamte Spielzeit im Abstiegskampf, wodurch man für den damals spielstarken Außenverteidiger nur wenig Verwendung fand. Am Ende der Spielzeit schaffte der Verein mit Tabellenplatz acht den Klassenerhalt, Kirm hatte lediglich acht Ligaspiele absolviert. In der Spielzeit 2004/05 folgte daraufhin sein Durchbruch. Kirm wurde von der Außenverteidigung ins rechte Mittelfeld vorgezogen, wo er regelrecht aufblühte. Als Denker und Lenker im Spiel von Svoboda führte er die Mannschaft vom Abstiegskandidaten zum Aufstiegsaspiranten, der mit Tabellenplatz drei lediglich knapp verpasst wurde. Kirm war die Entdeckung der Spielzeit und konnte aus mehreren Angeboten verschiedener slowenischer Erstligisten wählen.
Er entschied sich für ein Angebot des frischgebackenen Vizemeisters NK Domžale, wodurch er erstmals bei einem Verein außerhalb Ljubljanas unter Vertrag stand. In Domžale brauchte er abermals wieder fast eine gesamte Spielzeit, bis er sich als Stammspieler etablieren konnte. Er kam zwar in 29 Saisonspielen zum Einsatz, einen Großteil davon absolvierte er jedoch als Wechselspieler. Der Verein musste sich abermals mit zwei Punkten Rückstand hinter ND Gorica mit dem Vizemeistertitel begnügen.
In der Spielzeit 2006/07 gelang ihm der Durchbruch in der Slovenska Nogometna Liga. Mit sechs Toren und neun Torvorlagen drückte er dem Spiel von Domžale ähnlich seinen Stempel auf, wie bereits in seiner letzten Saison bei Slovan. Im offensiv ausgerichteten System des Vereins mit drei Sturmspitzen überzeugte er als Ideengeber von der rechten Seite, der vor allem mit den spielstarken Sebastjan Cimirotič und Zlatan Ljubijankič hervorragend harmonierte. Gemeinsam mit Ljubijankič und Branko Ilič bildete er eine starke rechte Achse, über die der Großteil des Angriffsspiels lief. Am Ende der Spielzeit feierte er mit dem Verein den ersten Meistertitel in der Vereinsgeschichte. Trotz seiner starken Leistungen wurde er jedoch vorerst von Nationalmannschaftstrainer Branko Oblak ignoriert.
In der Folgesaison verlor er nach dem Abgang von Ilič zu Betis Sevilla seinen direkten Hintermann, welcher Mannschaftsintern mit dem deutlich defensiveren Luka Elsner kompensiert wurde. Dadurch bekam Kirm weitere Freiräume, die sich in seiner Offensivleistung widerspiegelten. Mit neun Toren und elf Torvorlagen setzte er eine neue Karrierebestmarke, Domžale verteidigte den Titel in der SN-Liga und Kirm feierte unter dem neubestellten Nationalmannschaftstrainer Matjaž Kek sein Debüt für Slowenien.
Zur Spielzeit 2008/09 verließen mit Ljubijankič und Dario Zahora zwei Leistungsträger den Verein, die man nicht Ersetzen konnte. Die durchwegs unerfahrene Mannschaft präsentierte sich oft überfordert, was auch Kirm trotz überzeugender Leistungen nicht kompensieren konnte. Am Ende der Saison belegte man den enttäuschenden fünften Tabellenendrang, woraufhin er seinen Abschied vom Verein bekanntgab. Lange Zeit deutete sich in Folge ein Wechsel nach Italien zu Chievo Verona an, der schlussendlich nicht zu Stande kam.
Anfang Juli 2009 gab daraufhin der damals amtierende polnische Meister Wisła Krakau die Verpflichtung des Spielers bekannt. Bei Wisła wurde ihm eine zentrale Rolle in der Mittelfeldraute der Mannschaft zugedacht, in die er sich nahtlos einordnen konnte. In seiner Debütsaison in Polen kam er in allen 30 Saisonspielen zum Einsatz, konnte jedoch nicht seine Offensivstärke ausspielen. Mit drei Toren und vier Torvorlagen blieb hinter den Erwartungen zurück. Die Mannschaft verpasste mit drei Punkten Rückstand auf Lech Posen die Titelverteidigung. In der Saison 2010/11 fand er jedoch zu alter Stärke zurück und hatte mit neun Toren und sieben Vorlagen maßgeblichen Anteil an der gewonnenen Meisterschaft.
Ende August 2012 wechselte Kirm für 300.000 Euro zum niederländischen Erstligisten FC Groningen. Er unterschrieb einen Zweijahresvertrag bis Ende Juni 2014 mit Option auf ein weiteres Jahr.
Nach Ablauf seines Vertrags in den Niederlanden schloss sich Kirm 2014 dem zyprischen Erstligisten Omonia Nikosia an. 2016 kehrte er in seine Heimat zurück und unterschrieb beim amtierenden slowenischen Meister NK Olimpija Ljubljana. Dort spielte er eine Saison, ehe er 2017 zu NK Domžale wechselte. Nach einer weiteren Station beim NK Bravo, bei dem er von 2019 bis 2022 aktiv war, beendete er seine Karriere.

## Nationalmannschaft
Kirm debütierte am 22. August 2007 beim 1:1-Unentschieden im Freundschaftsspiel gegen Montenegro für die Slowenische Fußballnationalmannschaft.
In Folge war er unter Trainer Matjaž Kek bereits in den verbleibenden Qualifikationsspielen für die Fußball-Europameisterschaft 2008 in Österreich und der Schweiz Stammspieler im Team. Slowenien scheiterte als Tabellensechster in der Gruppe G jedoch deutlich am Ziel Endrunde.
In der Qualifikation zur Fußball-Weltmeisterschaft 2010 war er ein Grundpfeiler im Mittelfeldsystem von Kek. Er kam in allen Qualifikationsspielen zum Einsatz und erzielte beim 5:0-Heimsieg gegen San Marino ein Tor zum zwischenzeitlichen 3:0.
Am 1. Juni 2010 wurde er von Kek in den endgültigen Kader Sloweniens für die Endrunde in Südafrika nominiert. Eine Nichtberücksichtigung des Spielers wäre einer großen Überraschung gleich gekommen, da er bereits vor der Kaderbekanntgabe von Kek als einer seiner Schlüsselspieler bezeichnet worden war.

## Erfolge
- 2× Slowenischer Meister: 2007, 2008
- 1× Slowenischer Super-Cup: 2007
- 1× Polnischer Meister: 2011